# Jubileum Volume III
Jubileum Volume III es un álbum recopilatorio de la banda sueca Bathory. Este álbum cierra la trilogía Jubileum.

## Lista de canciones
1. "33 Something" – 3:14 (del álbum Octagon)
2. "Satan My Master" – 2:06
3. "The Lake" – 6:42 (del álbum Blood On Ice)
4. "Crosstitution" – 3:17 (del álbum Requiem)
5. "In Nomine Satanas" – 6:24
6. "Immaculate Pinetreeroad #930" – 2:47 (del álbum Octagon)
7. "War Machine" – 3:19 (del álbum Requiem)
8. "The Stallion" – 5:14 (del álbum Blood On Ice)
9. "Resolution Greed" – 4:13
10. "Witchcraft" – 2:49
11. "Valhalla" – 1:38 (Backing vocals multitrack sample) (del álbum Hammerheart)
12. "Sociopath" – 3:11 (del álbum Octagon)
13. "Pax Vobiscum" – 4:12 (del álbum Requiem)
14. "Genocide" – 4:34
15. "Gods of Thunder of Wind and of Rain" – 5:41 (del álbum Blood On Ice)

## Créditos
- Quorthon – Voz, guitarra, bajo, batería, teclado, sintetizador y letras.
- Rickard Bergman – Bajo.
- Stefan Larsson – Batería.
- Kothaar - Bajo.
- Vvornth - Batería.

- Datos: Q770351